# 26.ª Unidad Expedicionaria de Marines
La 26.ª Unidad Expedicionaria de Marines (en inglés: 26th Marine Expeditionary Unit, 26th MEU) es una de las siete unidades expedicionarias de los Marines actualmente existentes del Cuerpo de Marines de los Estados Unidos. La Unidad Expedicionaria de Marines es una Fuerza de Tareas Aero-Terrestre de Marines con una dotación aproximada de 2200 infantes de marina. La MEU consiste de cuatro grandes partes: un elemento de mando, un elemento terrestre de combate, un elemento aéreo de combate y un elemento terrestre de combate. Desde su creación a principios de la década de 1970 como la 26.ª Unidad Anfibia de Infantería de Marina, la MEU ha sido desplegado extensivamente y ha participado en numerosas operaciones de combate y de contingencia, así como en ejercicios de entrenamiento. La 26.ª MEU está basada en la Camp Lejeune, Carolina del Norte.

## Principales elementos subordinados actuales
Elemento Terrestre de Combate: Equipo de Desembarco de Batallón 3/2
Elemento Aéreo de Combate: 266.º Escuadrón Medio de Convertiplano de Infantería de Marina VMM-266
Elemento Logístico de Combate: 26.º Batallón Logístico de Combate

## Historia

### Años iniciales
En el año 1975 la 26.ª Unidad Expedicionaria de Marines participó en el Ejercicio Staff Zugel en Alemania Occidental. Esto señaló la primera vez desde la Primera Guerra Mundial que los infantes de marina participaban en una fuerza de armas combinadas en territorio de Alemania. La unidad fue redesignada como la 26.ª Unida Anfibia de Marines en el año 1982 y llegó a ser parte del ciclo de rotación de las tres MAU en la Costa Oriental en el año 1985. Fue la primera vez que las MAU se sometieron a entrenamiento de Capacidad de Operaciones Especiales (en inglés: Special Operations Capable, SOC), obteniendo la calificación SOC y siéndole agregados AV-8B Harrier. En el año 1988 la unidad nuevamente fue redesignada como la 26.ª Unidad Expedicionaria de Infantería de Marina (en inglés: 26th Marine Expeditionary Unit, 26th MEU).

### Décadas de 1990 a 2000

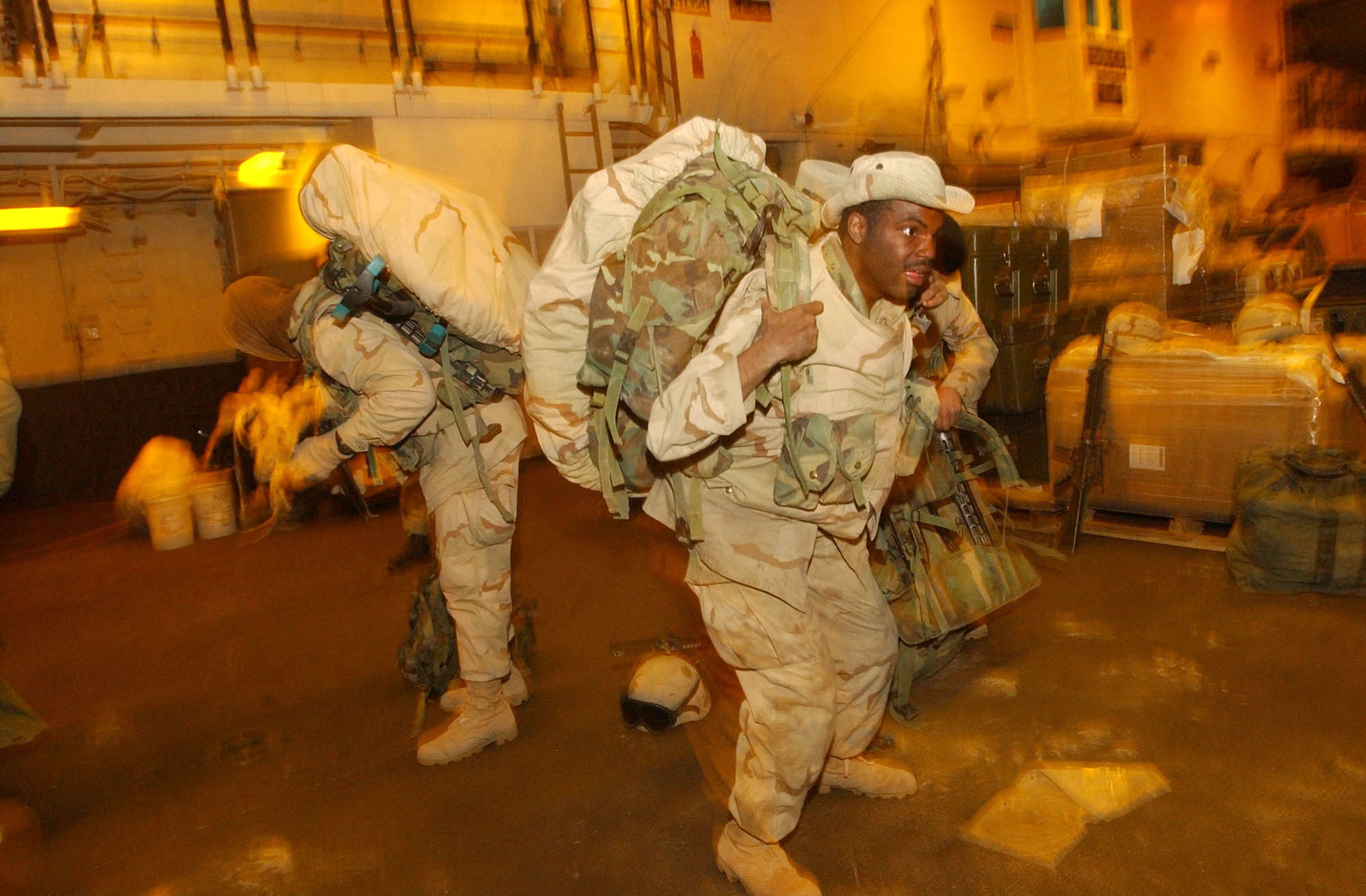
Infantes de marina de la 26.ª MEU (SOC) regresa al en enero del año 2002, después de una exitosa campaña terrestre en Afganistán.

En el año 1991 la MEU apoyó la Operación Desert Shield proporcionando una muestra de fuerza en el  Mediterráneo y participó en la Operación Sharp Edge, una operación de evacuación de no combatientes en Liberia. Al siguiente año la MEU participó en la Operación Provide Promise, en la Operación Deny Flight y en la Operación Sharp Guard frente a la costa de Yugoslavia.
En el año 1994 la 26.ª MEU participó en las ceremonias que marcaron el 50.º aniversario del  Día "D" o la invasión de Normandía, Francia. La MEU también apoyó la Operación Restore Hope frente a la costa de Somalía y participó en las operaciones continuadas en Bosnia.
Tres años más tarde la MEU lanzó la Operación Silver Wake, evacuando a los ciudadanos estadounidenses y de terceros países desde Albania y también participó en la Operación Guardian Retrieval, la acumulación de fuerzas en Congo para una posible evacuación desde Zaire.
En el año 1998 la MEU sirvió como los cuarteles generales para la Fuerza de Reserva Estratégica (en inglés: Strategic Reserve Force, SRF) durante el Ejercicio Dynamic Response en Bosnia. La SRF es una fuerza multinacional compuesta de fuerzas de Holanda, España, Italia, Rumanía, Polonia y Estados Unidos.
La 26.ª MEU jugó un rol notable en el  conflicto de los Balcanes. En el año 1998 participaron en la Operación Determined Falcon, una muestra de fuerza aérea de un día por parte de la OTAN en Kosovo. Entre abril y mayo de 1999 tomó parte en la Operación Noble Anvil y en la Operación Shining Hope. Mientras se encontraba participando en Noble Anvil, la campaña de bombardeo de la OTAN en Kosovo, con aviones  AV-8B Harrier, la MEU también proporcionó seguridad para los refugiados kosovares en Camp Hope y Camp Eagle en Albania. Entre junio y julio de 1999 participó en la Operación Joint Guardian. Como las primeras fuerzas estadounidenses en llegar a Kosovo, los infantes de marina y marineros de la MEU proporcionaron  estabilidad a la región.
En agosto de 1999 la MEU participó en la Operación Avid Response, proporcionando  asistencia humanitaria a la población de Turquía occidental que quedaron sin hogar después de un desbastador terremoto.
La MEU llevó a cabo operaciones de presencia en el  Adriático durante la crisis electoral en la  República Federal de Yugoslavia en septiembre de 2000. La MEU también participó en los ejercicios  Atlas Hinge en Túnez y  Croatian Phibex 2000, el primer ejercicio bilateral entre el Cuerpo de Infantería de Marina y las Fuerzas Armadas de Croacia. Durante los siguientes dos meses la MEU apoyó las iniciativas diplomáticas durante los disturbios en Israel mientras que simultáneamente tomaba parte en el ejercicio de la OTAN  Destined Glory 2000 y continuó con el Ejercicio Slunj 2000, un segundo ejercicio entre el Cuerpo de Infantería de Marina y las Fuerzas Armadas de Croacia.

### Guerra Global contra el terrorismo

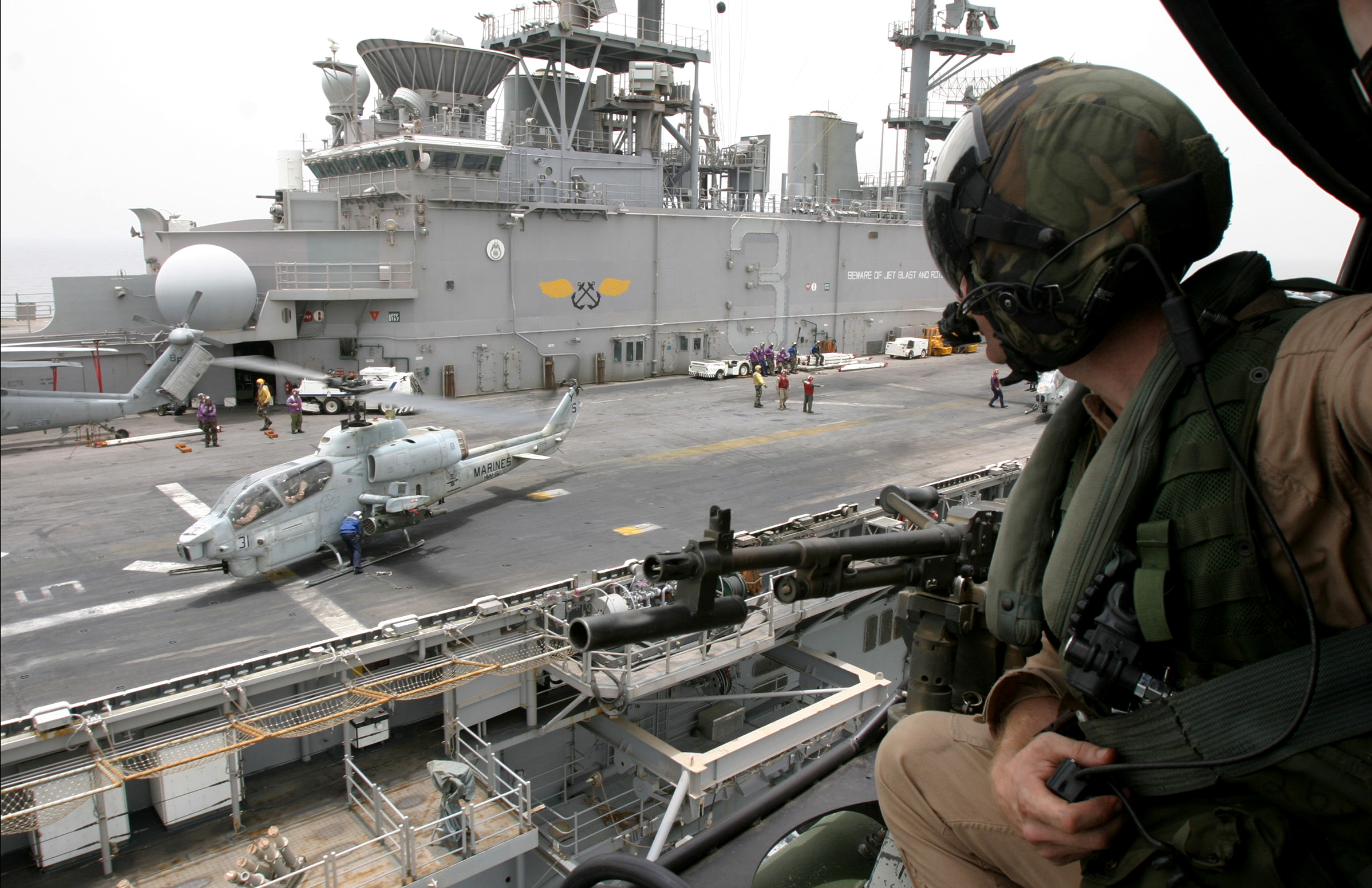
Un AH-1W del HMM-162 (Rein.) a punto de despegar desde la cubierta de vuelo del.

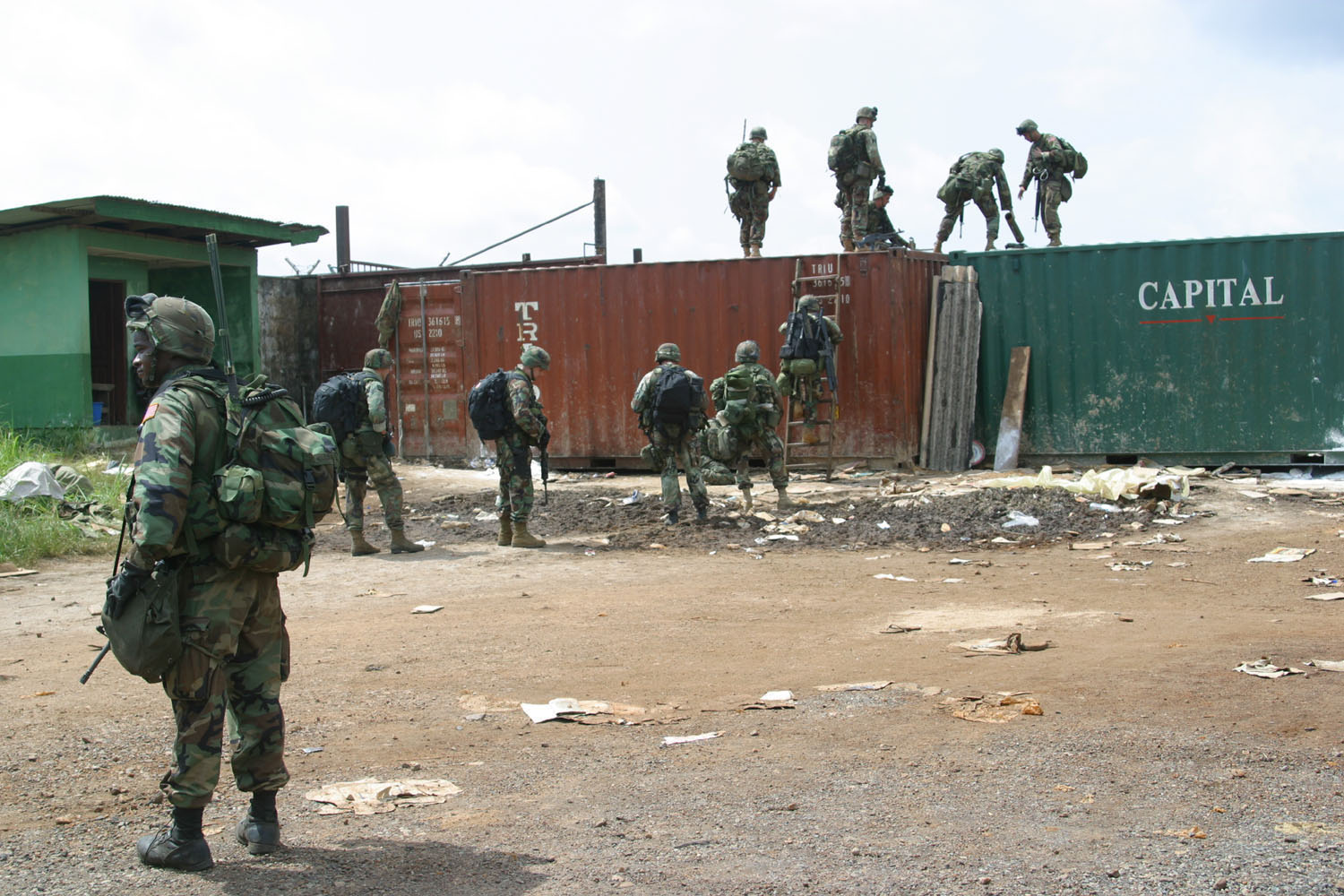
Marines estadounidenses de la 26.ª Unidad Expedicionaria de Marines aseguran Freeport of Monrovia ubicado en la Isla Bushrod. La 26.ª MEU (SOC) realizó un desembarco helitransportado en dicho puerto el 15 de agosto de 2003.

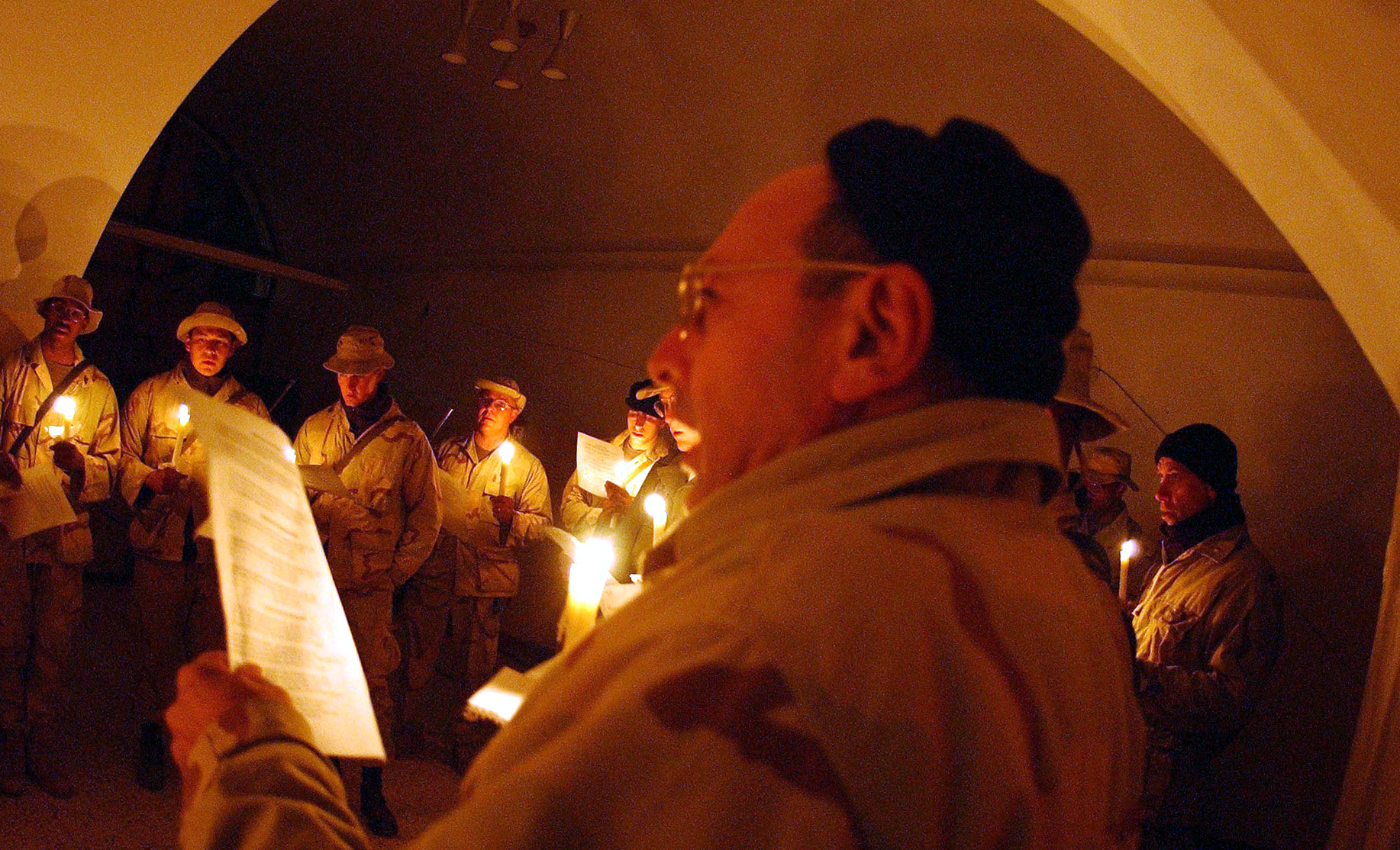
El capellán de la Armada de Estados Unidos comandante Joseph Scordo, originario de Pleasantville (Nueva York), encabeza los villancicos navideños llevados a cabo en la temporada de celebraciones.

Después de los eventos acaecidos el 11 de septiembre de 2001, los marines de la 26.ª MEU estuvieron entre las primeras fuerzas estadounidenses en llegar a Afganistán como parte de la Operación Enduring Freedom y de la Operación Swift Freedom. Entre diciembre de 2001 y febrero de 2002, los marines de la 26.ª MEU (SOC) reforzaron a la 15.ª  Unidad Expedicionaria de Marines quienes había realizado la captura de Camp Rhino después de una jornada de 450 millas (724 km) en noviembre de 2001 y del Aeropuerto Internacional de Kandahar en diciembre de 2001. Ambas MEU trabajaron en forma conjunta y construyeron una instalación de detención que llegó a contener a más de 400 miembros de los  talibanes y de Al Qaeda.
Entre marzo y mayo de 2003, la 26.ª MEU apoyó la Operación Iraqi Freedom llevando a cabo operaciones en Erbil y Mosul, Irak. La MEU fue insertada usando  CH-53 y  KC-130 y realizó operaciones hasta que fue relevada por la 101.ª División Aerotransportada.
La 26.ª MEU sirvieron como la principal unidad táctica para la Fuerza de Tareas Conjunta Liberia entre agosto y septiembre de 2003 durante la segunda guerra civil liberiana. La MEU usó su extensivo entrenamiento en operaciones de asistencia humanitaria y las relaciones de la embajada de Estados Unidos para ayudar a traer la paz en esta nación después de que el expresidente liberiano Charles Ghankay Taylor saliera rumbo al exilio.
En Irak, varios centenares de marines y de marineros de la 26.ª MEU llevaron a cabo la Operación Sea Horse entre julio y agosto de 2005, en apoyo de la  División Multi-Nacional Sureste liderada por los británicos que tenía la misión de detectar y disuadir la realización de actividades ilícitas a lo largo de la frontera iraquí. La MEU tuvo el mando y control de la Operación Sea Horse realizándolo a bordo de un buque navegando en la parte norte del Golfo Pérsico, mientras que simultáneamente y en forma concurrente conducía misiones de entrenamiento en Arabia Saudita y Yibuti.
En agosto de 2008, la 26.ª MEU se desplegó a bordo de los buques del grupo de ataque expedicionario Iwo Jima. Durante ese despliegue, los marinesde la MEU fueron asignados a operaciones de apoyo al combate en Irak y en apoyo de operaciones antipiratería en el Golfo de Adén.
La 26.ª MEU y los infantes de marina de varias otras unidades formaron la 26.ª Fuerza de Tareas Aero-Terrestre en noviembre de 2009 para apoyar la puesta en servicio activo del New York en la  ciudad de Nueva York.
En agosto de 2010, la 26.ª MEU zarpó con el Grupo Preparado Anfibio Kearsarge un mes antes de lo previsto para su despliegue programado con el propósito de asistir en operaciones de ayuda de alivio de desastre en Pakistán.

### Participación en la Operación Odyssey Dawn
Comenzando el 19 de marzo de 2011, la 26.ª MEU ha tomado parte en la Operación Odyssey Dawn para ayudar patrullar la zona de prohibición de sobrevuelo en Libia. El 22 de marzo, dos MV-22 Osprey, llevando una tripulación de 25 marines de la Fuerza de Reconocimiento, operados por la 26.ª MEU y despegando del Kearsarge recobraron al piloto de un F-15E Strike Eagle de la Fuerza Aérea de Estados Unidos que se eyectó después de que su aeronave sufrió un problema en uno de sus equipos. El Oficial de Sistemas de Armas fue recuperado por rebeldes libios y regresó sin sufrir lesiones.

## Galardones de la unidad
Una mención o encomio de unidad es un galardón que es otorgado a una organización por la acción citada. A los miembros de la unidad que participaron en dichas acciones se les permite usar en sus uniformes dichos galardones como  distintivos de cinta. Adicionalmente la unidad está autorizada a colocar los gallardetes apropiados en la bandera de la unidad. A la 26.ª MEU le han sido otorgados los siguientes galardones y  gallardetes de campañas.
| Gallardete | Cinta                                   | Galardón                                                                | Año(s)                                                      | Información adicional |
| ---------- | --------------------------------------- | ----------------------------------------------------------------------- | ----------------------------------------------------------- | --------------------- |
|            | Bronze star · Bronze star · Bronze star | Mención de Unidad de la Armada con tres estrellas de bronce             | Libia 1986, Kosovo 1999, Afganistán 2001-2002, Liberia 2003 |                       |
|            | Bronze star · Bronze star               | Mención de Unidad Meritoria con dos estrellas de bronce                 | Libia 1985-1987, Albania 1996-1998, Turquía 1999            |                       |
|            | Bronze star                             | Medalla Expedicionaria del Cuerpo de Marines con una estrella de bronce |                                                             |                       |
|            | Bronze star                             | Medalla de Servicio en la Defensa Nacional con una estrella de bronce   |                                                             |                       |
|            | Bronze star · Bronze star               | Medalla de la Campaña de Kosovo con dos estrellas de bronce             |                                                             |                       |
|            |                                         | Medalla Expedicionaria de la Guerra Global contra el Terrorismo         |                                                             |                       |
|            |                                         | Medalla de la Campaña de Irak                                           |                                                             | Liberación de Irak    |